# ニューカマー
ニューカマー（またはニューカマーズ）とは、1980年代以降に日本へ渡り長期滞在する外国人を指す。特に訪日韓国人にあっては第二次世界大戦前後に、日本国民として徴用あるいは経済難民として訪日した在日韓国・朝鮮人と区別するための概念でもある。なお、韓国系、朝鮮系だけではなく、中国系（華人ニューカマー）や日系ブラジル人など南米系移民も含む。
「ニューカマー」との対比の中で、20世紀半ばまでに日本へ来た外国人やその子孫は、「旧来外国人」「オールドタイマー」「オールドカマー」などと称されることがある。

## 概要
日本に連続90日を超えて滞在しようとした場合に必要だった在留カードの登録数を見てみると、1959年に67万人、1984年に84万人とその伸びは緩やかであったが、1984年以降は1990年に100万人を超え、2005年には200万人を超すというような急激な増加がみられる。
1972年の日中国交正常化、1979年の台湾における海外出国自由化、日本国内の要因としては1983年の中曽根内閣による「21世紀への留学生政策に関する提言」に始まるいわゆる「留学生10万人計画」（留学#留学生10万人計画と留学生の急増（1983年〜）も参照）実現に向けた政策の実施などによるグローバル化の推進と1980年代後半のバブル景気における労働力不足を補うための外国人労働者導入論議が展開されたことが挙げられる。この時期に、日本政府が正規に未熟練の外国人労働者を受け入れる政策を取ったわけではないが、日本社会は移住を促す社会的基盤の形成が進んだと言える。結果としてアジアからの移住者を受け入れることになった。
1990年代に入り、バブル崩壊を迎えて多くの中小企業はコスト削減、安価な労働力確保のために外国人労働者に注目するようになった。1990年の出入国管理及び難民認定法改正による在留資格の再編、1993年創設の技能実習制度の導入により、外国人研修生の滞在年数を短期から長期に変更することが可能になった。

## 居住状況
1980年代末から1990年代に来日したニューカマーの多くは大都市の中心部に居住する傾向があった。日本語や専門知識・技術の習得などを目的とした就学生や留学生が全体の半分以上を占めていたのと、特に就学生、留学生が激増した1980年代後半に、日本語学校や専門学校などが多く立地する東京都新宿区大久保や豊島区池袋周辺に多く居住した。併せて、アルバイトの見つけやすさとも密接な関係があり、都心に近い低廉な賃貸住宅がニューカマーの居住場所として好まれた。
1990年代後半になると、ニューカマーの増加に伴い、低廉な賃貸住宅の不足、都市中心部の物価高などの要因も加わって、ニューカマーの居住地は鉄道に沿って近郊へ分散していった。東京方面では隅田川以東の各区と千葉県のJR京葉線沿い、埼玉県ではJR埼京線、JR京浜東北線沿い、神奈川県ではJR東海道線、東急東横線沿いに、それぞれニューカマーの居住地が進展していった。
山下清海は、川口芝園団地（芝園町 (川口市)#外国人人口参照）に華人ニューカマーの集住化が発生していることを指摘するとともに、パリのチャイナタウンがパリ13区の高層マンション群を中心に形成されていることとの類似性を指摘している。

## 地域特性
2024年末時点での在留外国人で比較した場合、最も多い東京都の約70万人に対し、最も少ない秋田県は約5800人であり、100倍以上の差がある。10万人を超える都府県は、多い順に東京都、大阪府、愛知県、神奈川県、埼玉県、千葉県、兵庫県、静岡県、福岡県、茨城県といずれも工業地帯に位置しており、産業構造とも深く結びついていることが指摘されている。